# Mark Tacher
Mark Tacher Feingold (Cidade do México, 15 de setembro de 1977) é um ator mexicano mais conhecido por interpretar Gael em Abismo de Pasión.

## Biografia
Filho de Alejandro Tacher e Mirela Feingold, Tacher é o quinto membro dos 5 irmãos, seus pais são dentistas e dois de seus irmãos, um é gerente de negócios e o outro é o apresentador de TV Alan Tacher. Estudou interpretação após ganhar um grau de Bacharel e estudou também no Centro de Treinamento Actoral na TV Azteca no México de (1997 a 1999), estudou música, guitarra, música e DJ na Academia G. Martell também localizado no México. Em seguida Mark se aperfeiçoou seus estudos de técnica de ópera, com a professora Lili de Migueles e assim que viajou para a Colômbia aprendeu com o professor Ramon Calzadilla. Mark já participou como modelo desfilando em algumas passarelas, representando marcas de roupas e sapatos famosos como: Hush Puppies, Naco e muitas marcas exclusivas de roupa mexicana. Decidiu aperfeiçoar sua técnica de ator e optou por continuar a estudar Técnicas de perfeiçoamento Actoral, na Venezuela com o professor Nelson Ortega.
Na televisão Tacher apareceu pela primeira vez como apresentador do programa "Nintendomania", que durou de 1996 até 1998. No mesmo ano em 1998, apresentou o programa "Visión Real" e no ano seguinte ele apresentou o programa "Atrevéte".
Como ator, Mark tem uma grande coleção de novelas, seus primeiros trabalhos foram: Perla (1998), Tres veces Sofia (1998) e Hablame de amor (1999), sua novela que te consagrou foi La Hija de Mariachi em 2006 interpretando o protagonista Emiliano Sanchez/ Francisco Lara ao lado de Carolina Ramirez. Em tantos anos de carreira, Mark recebeu muitos prêmios, como Las Palmas de Oro e Círculo Nacional de Jornalistas de Melhor Ator em 2002. Também ganhou o Mara de Oro Award como melhor ator na telenovela Mulher com pantaleones na Venezuela em 2005, no mesmo ano ele ganhou outro prêmio de Melhor da Venezuela, em 2007 ganhou o premio TvyNovelas (Colombia) pelo papel em La Hija de Mariachi como melhor ator, em 2012, ganhou o premio TVyNovelas (México) como melhor ator coadjuvante na novela Triunfo del Amor e em 2011 recebeu o premio People Awards Espanol também como melhor ator coadjuvante na novela Para volver a amar.
No teatro, entre as peças que ele fez incluem: El Cascanueves encenado no México em 1999, Trimusic, el genio de la musica para crianças, feito por Miguel Ángel Valles em 2000 e Las Princesas e sus principes no Centro Cultural, em San Ángel no ano de 2004.
Em 2008, Tacher participou da novela Los Protegidos, produzido pelo canal Teleset, onde interpretou o papel Santiago Puerta e no ano seguinte fez Verano de amor onde interpretou o antagonista Dante. No mesmo ano Tacher participou em Alma de Hierro produzido por Roberto Gomez Fernandéz e Gisele Gonzalez fazendo uma participação especial no papel de Gael Ferrer. Em 2010, participou da novela Para volver a amar, mas uma vez com o papel de antagonista, interpretando Jorge, no mesmo ano, participou da série Mujeres Asesinas na terceira temporada, interpretando Vicente, compartilhando com Diana Bracho, Maite Perroni e Luz María Aguilar.
Em 2011, participou da novela Triunfo del Amor como Alonso, interpretando ao lado de Maite Perroni, Willian Levy, Victoria Ruffo e César Évora.
No ano seguinte, foi convidado pela produtora Angeli Nesma Medina participando da novela Abismo de Pasión interpretando Gael Arango Navarro, ao lado de Angelique Boyer e David Zepeda. Seus trabalhos mais recentes são Qué pobres tan Ricos (2013), Qué te perdone Dios (2015), Antes Muerte que Lichita (2015) e Mujeres de Negro (2016) fazendo uma participação especial.

## Vida Pessoal
Em julho de 2009, Tacher se casou com a empresária e jornalista Monica Fonseca mas o casamento durou apenas 2 anos, o casal se separou em 2011, a separação foi muito conturbada segundo Monica, ela acusou Tacher de abuso físico e psicológico, porém o ator veio a publico e negou a acusação. Em Outubro de 2015, Tacher acusou Monica de ter vazado um suposto vídeo íntimo onde ele estava na Colombia, porém na época não deu em nada e Mark ficou tranquilo quanto a mídia.
Em 2013, Tacher começou namorar a atriz Cecilia Galliano, na época Cecília ficou noiva de Mark, mas o relacionamento só durou quatro anos, o casal se separou em fevereiro de 2016.

## Filmografia

### Cinema
| Ano  | Título                  | Papel    | Notas          |
| ---- | ----------------------- | -------- | -------------- |
| 2009 | Condones.com            |          | Papel de apoio |
| 2014 | ¿Qué le dijiste a Dios? | Santiago |                |
| 2014 | El Niño y El Delfín     | Iker     |                |

### Televisão
| Ano         | Título                      | Papel                                                    |
| ----------- | --------------------------- | -------------------------------------------------------- |
| 1998-1999   | Perla                       | Alfredo Saravia                                          |
| 1998-1999   | Tres veces Sofía            | Juan Carlos Cifuentes                                    |
| 1999-2000   | Háblame de amor             | Leo Aguilar                                              |
| 2000-2001   | Tío Alberto                 | Eduardo Soler Sotomayor                                  |
| 2001-2002   | Lo que es el amor           | Tadeo Márquez                                            |
| 2002-2003   | Súbete a mi moto            | José "Pepe" Izaguirre                                    |
| 2003-2004   | Mirada de mujer, el regreso | Carlo Cárdenas                                           |
| 2004-2005   | Mujer con pantalones        | Salvador Diego Vega Andonegui                            |
| 2006        | Decisiones                  |                                                          |
| 2006-2008   | La hija del mariachi        | Emiliano Sánchez-Gallardo Galván / Francisco Lara Galván |
| 2008-2009   | Alma de hierro              | Gael Ferrer                                              |
| 2008-2009   | Los protegidos              | Santiago Puerta Rentería / Esteban Bravo                 |
| 2009        | Verano de amor              | Dante Escudero                                           |
| 2010        | Mujeres asesinas            | Vicente                                                  |
| 2010-2011   | Para volver a amar          | Jorge Casso                                              |
| 2010-2011   | Triunfo del amor            | Alonso del Ángel                                         |
| 2012        | Abismo de pasión            | Gael Mondragón / Gael Arango Navarro                     |
| 2013-2014   | Qué pobres tan ricos        | Alex Ruizpalacios Saraiva                                |
| 2015        | Que te perdone Dios         | Mateo López-Guerra Fuentes                               |
| 2015-2016   | Antes muerta que Lichita    | Pedestre                                                 |
| 2016        | Mujeres de negro            | Nicolás Lombardo Suárez                                  |
| 2017        | El bienamado                | León Serrano Winter                                      |
| 2017-2018   | Papá a toda madre           | Fabián Carvajal Murillo                                  |
| 2019        | La Reina del Sur 2          | Alejandro Alcalá                                         |
| 2020        | Operación Pacífico          | Gabriel Pedraza                                          |
| 2021-2022   | Malverde: El Santo Patrón   | Vicente del Rio                                          |
| 2022-2023   | Mi camino es amarte         | Fausto Beltrán Rubalcaba / Don Rodolfo Beltrán           |
| 2023        | El maleficio                | Álvaro Campos                                            |
| 2025 - 2026 | Los hilos del pasado        | Leonardo                                                 |